# Servas (Ain)
Servas és un municipi francès situat al departament de l'Ain i a la regió d'Alvèrnia-Roine-Alps. L'any 2007 tenia 1.160 habitants.

## Demografia

### Població
El 2007 la població de fet de Servas era de 1.160 persones. Hi havia 408 famílies de les quals 98 eren unipersonals (47 homes vivint sols i 51 dones vivint soles), 110 parelles sense fills, 176 parelles amb fills i 24 famílies monoparentals amb fills.
La població ha evolucionat segons el següent gràfic:
Habitants censats

### Habitatges
El 2007 hi havia 435 habitatges, 413 eren l'habitatge principal de la família, 6 eren segones residències i 15 estaven desocupats. 366 eren cases i 69 eren apartaments. Dels 413 habitatges principals, 297 estaven ocupats pels seus propietaris, 113 estaven llogats i ocupats pels llogaters i 4 estaven cedits a títol gratuït; 3 tenien una cambra, 14 en tenien dues, 42 en tenien tres, 125 en tenien quatre i 229 en tenien cinc o més. 371 habitatges disposaven pel capbaix d'una plaça de pàrquing. A 160 habitatges hi havia un automòbil i a 239 n'hi havia dos o més.

### Piràmide de població
La piràmide de població per edats i sexe el 2009 era:
| Homes | Edats   | Dones |
| ----- | ------- | ----- |
| 0     | 95 o +  | 0     |
| 0     | 90 a 94 | 0     |
| 4     | 85 a 89 | 12    |
| 0     | 80 a 84 | 4     |
| 8     | 75 a 79 | 20    |
| 8     | 70 a 74 | 8     |
| 24    | 65 a 69 | 20    |
| 16    | 60 a 64 | 8     |
| 40    | 55 a 59 | 16    |
| 32    | 50 a 54 | 36    |
| 32    | 45 a 49 | 44    |
| 20    | 40 a 44 | 28    |
| 20    | 35 a 39 | 24    |
| 44    | 30 a 34 | 32    |
| 52    | 25 a 29 | 40    |
| 28    | 20 a 24 | 24    |
| 44    | 15 a 19 | 32    |
| 16    | 10 a 14 | 32    |
| 32    | 5 a 9   | 24    |
| 24    | 0 a 4   | 48    |

## Economia
El 2007 la població en edat de treballar era de 740 persones, 550 eren actives i 190 eren inactives. De les 550 persones actives 521 estaven ocupades (281 homes i 240 dones) i 29 estaven aturades (12 homes i 17 dones). De les 190 persones inactives 72 estaven jubilades, 57 estaven estudiant i 61 estaven classificades com a «altres inactius».

### Ingressos
El 2009 a Servas hi havia 425 unitats fiscals que integraven 1.164 persones, la mediana anual d'ingressos fiscals per persona era de 17.515 €.

### Activitats econòmiques
Dels 37 establiments que hi havia el 2007, 1 era d'una empresa extractiva, 4 d'empreses alimentàries, 2 d'empreses de fabricació d'altres productes industrials, 6 d'empreses de construcció, 12 d'empreses de comerç i reparació d'automòbils, 2 d'empreses de transport, 4 d'empreses d'hostatgeria i restauració, 3 d'empreses financeres, 2 d'entitats de l'administració pública i 1 d'una empresa classificada com a «altres activitats de serveis».
Dels 10 establiments de servei als particulars que hi havia el 2009, 1 era un taller de reparació d'automòbils i de material agrícola, 2 paletes, 1 guixaire pintor, 2 fusteries, 1 electricista, 1 perruqueria i 2 restaurants.
L'únic establiment comercial que hi havia el 2009 era una fleca.
L'any 2000 a Servas hi havia 16 explotacions agrícoles que ocupaven un total de 540 hectàrees.

## Equipaments sanitaris i escolars
El 2009 hi havia una escola elemental.

## Poblacions més properes
El següent diagrama mostra les poblacions més properes.